# Aaiha
Aaiha – miejscowość w Libanie, wieś w dystrykcie Raszaja. W pobliżu miejscowości znajdują się ruiny rzymskiej świątyni zbudowanej w 92 r. n.e.